# Francisco Xavier Mina
 (octobre 2021).
La mise en forme du texte ne suit pas les recommandations de Wikipédia : il faut le « wikifier ».
Les points d'amélioration suivants sont les cas les plus fréquents :
- Les titres sont pré-formatés par le logiciel. Ils ne sont ni en capitales, ni en gras.
- Le texte ne doit pas être écrit en capitales (les noms de famille non plus), ni en gras, ni en italique, ni en « petit »…
- Le gras n'est utilisé que pour surligner le titre de l'article dans l'introduction, une seule fois.
- L'italique est rarement utilisé : mots en langue étrangère, titres d'œuvres, noms de bateaux, etc.
- Les citations ne sont pas en italique mais en corps de texte normal. Elles sont entourées par des guillemets français : « et ».
- Les listes à puces sont à éviter, des paragraphes rédigés étant largement préférés. Les tableaux sont à réserver à la présentation de données structurées (résultats, etc.).
- Les appels de note de bas de page (petits chiffres en exposant, introduits par l'outil «  Source ») sont à placer entre la fin de phrase et le point final[comme ça].
- Les liens internes (vers d'autres articles de Wikipédia) sont à choisir avec parcimonie. Créez des liens vers des articles approfondissant le sujet. Les termes génériques sans rapport avec le sujet sont à éviter, ainsi que les répétitions de liens vers un même terme.
- Les liens externes sont à placer uniquement dans une section « Liens externes », à la fin de l'article. Ces liens sont à choisir avec parcimonie suivant les règles définies. Si un lien sert de source à l'article, son insertion dans le texte est à faire par les notes de bas de page.
- La présentation des références doit suivre les conventions bibliographiques. Il est recommandé d'utiliser les modèles {{Ouvrage}}, {{Chapitre}}, {{Article}}, {{Lien web}} et/ou {{Bibliographie}}. Le mode d'édition visuel peut mettre en forme automatiquement les références.
- Insérer une infobox (cadre d'informations à droite) n'est pas obligatoire pour parachever la mise en page.

Pour une aide détaillée, merci de consulter Aide:Wikification.
Si vous pensez que ces points ont été résolus, vous pouvez retirer ce bandeau et améliorer la mise en forme d'un autre article.
Francisco Xavier Mina est un célèbre aventurier Basque, né dans un village de la haute Navarre eu 1789, fusillé au Mexique le 17 novembre 1817. Il est le neveu de Francisco Espoz y Mina.
Les événements de 1808, les attentats nombreux commis contre les habitants du pays par les soldats français excitèrent en lui une indignation profonde. Il quitta le séminaire de Logroño, où il se livrait à l’étude de la théologie, et il se disposa à combattre ceux qu’il considérait comme les oppresseurs de sa patrie. Il avait alors dix-neuf ans. Suivi dans ses desseins par une poignée de ses camarades qui partageaient ses idées, il forma une guérilla, à laquelle vinrent se joindre quelques bandes éparses dans les montagnes. Brave, infatigable, il devint bientôt le fléau des Français et de leurs partisans, et se distingua par une audace qui n’avait d'égale que son inexpérience. Le 31 mars 1810, il fut fait prisonnier, laissant à son oncle, qu’il avait décidé à le suivre, le commandement de ses bandes. Don Xavier fut amené en France et enfermé au donjon de Vincennes. Il y passa quatre années, employées par lui à étudier, non-seulement l'art militaire, mais encore nos philosophes et nos grands écrivains du XVIIe et du XVIIIe siècle, et se rendit la langue française familière par ses causeries avec quelques officiers auxquels l’empire n’avait pas donné le goût de la servitude au point de les empêcher d’honorer le patriotisme de ceux qui résistaient par les armes au despotisme de Napoléon. À la chute dû celui-ci, Mina rentra en Espagne, où le roi Ferdinand VII venait d’être replacé sur le trône au nom de la constitution de 1812. Mais quand il vit le roi parjurer ses serments, renvoyer les cortès, supprimer la constitution, comme tous ceux qui avaient principalement combattu pour la défendre, il chercha les moyens de la rétablir. Il rassemble ses bandes et marche, au mois de septembre 1814, contre Pampelune où des intelligences avaient été ménagées. Mais la lâcheté de ses compagnons fait échouer le projet ; et ce n’est qu’au milieu des plus grands dangers qu’il peut, ainsi que son oncle, fuir et passer en France. De là, Xavier Mina gagna l'Angleterre.
La vue d’un peuple libre, jouissant de la plénitude de ses droits, vient exalter encore ses aspirations à la liberté. C’est cette condition qu’il envie pour ha patrie ; voyant cependant qu’il lui est impossible, pour longtemps du moins, de changer la situation de son pays, il se prend à songer qu’il est une terre où il pourra combattre, avec plus de succès, les tendances rétrogrades du gouvernement espagnol, et qui, par les événements qui s’y passent, acceptera avec enthousiasme ses projets d’indépendance et secondera ses efforts. Cette terre, c’est le Mexique en révolution depuis 1810, le Mexique qui a fait dire à Chateaubriand, dans l’introduction à ses œuvres complètes donnée en 1826 : « Quand on a vu la plus vieille monarchie du monde renversée, l’Europe tour à tour conquise et conquérante, qu’y a-t-il après de pareils événements ?... Ce qu’il y a ! portez les yeux au delà des mers : l'Amérique entière sort républicaine de cette révolution, et remplace un spectacle étonnant par un spectacle plus étonnant encore. » Mina voulut aider à ce mouvement.
Les Espagnols, qui possédaient encore les principales villes du Mexique, venaient de remettre sous leur joug les provinces mexicaines soulevées contre eux par les patriotes Hidalgo et Morelos. Deux des plus braves chefs des insurgés, Rayon et Bravo, venaient de tomber aux mains des Espagnols. Plus heureux que leurs devanciers, ceux-ci ne furent point mis à mort. On les condamna seulement à une prison perpétuelle. Telle était la situation désespérée du parti de l’indépendance, lorsqu’un secours extérieur vint un moment le ranimer. Le congrès mexicain avait essayé vainement d’intéresser les États-Unis à sa cause ; son envoyé n’avait reçu que de vagues promesses, et même, sur les représentations de la cour d’Espagne, le gouvernement de Philadelphie avait défendu rigoureusement que les citoyens ou résidants étrangers prêtassent aucune assistance aux insurgés mexicains.
Dès le commencement de 1815, on avait envoyé d’Espagne des avis secrets sur les projets supposés du général Francisco Mina, qui s’était réfugié en Angleterre après sa tentative infructueuse sur Pampelune. Mais son neveu seul, le colonel don Xavier Mina, osa tenter l’entreprise ; il veut venir en aide à ce peuple, écrasé par trois cents ans de tyrannie et d’esclavage, qui lutte maintenant contre l’Espagne. Avec une merveilleuse activité, il rassemble un petit nombre d’aventuriers intrépides, que plusieurs de ses partisans viennent grossir, et s’embarque sur la Cléopâtre, qui fait voile vers Baltimore.
Après avoir secrètement acheté des armes et frété deux goélettes, il se rendit, vers la fin de 1816, à l’île de San-Luis, où se trouvait le commodore Aury avec la flottille des indépendants. Là s’achevèrent ses préparatifs. Il réunit environ trois cents hommes, Américains du Nord et déserteurs d’une frégate française. Ce fut avec cette faible troupe, montée sur sept petits bâtiments, qu’il alla débarquer, le 15 avril 1817, à Soto la Marina, sur la rivière Santander, bien loin du point où les Espagnols craignaient la descente. Il fut reçu avec des transports de joie et de reconnaissance. Devant cet enthousiasme, les quelques Espagnols qui formaient la garnison, effrayés de leur infériorité numérique, évacuèrent précipitamment la ville, en laissant derrière eux des vivres et des armes au pouvoir des nouveaux arrivés. Mina, maître de Soto sans effusion de sang, s’empressa de la fortifier et résolut d’en faire la base de ses opérations.
En même temps, il répandit des proclamations et enrégimenta quelques Indiens. La nouvelle de son débarquement, parvenue rapidement à Mexico, y répandit une vive alarme, et l’autorité prit les mesures les plus promptes et les plus énergiques pour conjurer cet orage. Une escadre espagnole, qui croisait dans le golfe, dispersa les vaisseaux de l’expédition et prit une des goëlettes, que l’équipage avait abandonnée. Mina se trouva, dès lors, sans espoir de retraite, et, comme autrefois Fernand Cortez dans les mêmes lieux, il n’eut plus devant lui que la victoire ou la mort. En même temps, un corps de 2,000 Espagnols, aux ordres du brigadier (général de brigade) Arredondo, s’avançait pour l’enfermer dans Soto la Marina. Instruit de leur approche, et dans le dessein d’opérer sa jonction avec les indépendants, Mina sortit de cette place à la tête de 308 soldats, laissant pour la défendre une garnison de 140 hommes commandée par le major Sarda. Les Espagnols ouvrirent le siège régulier, firent plusieurs brèches, donnèrent trois assauts qui furent vaillamment repoussés, et se virent obligés d’accorder une capitulation honorable aux assiégés, réduits, par le tourment de la soif, à la dernière extrémité. Sarda se rendit avec 37 hommes, reste de sa troupe, car tous les autres s’étaient fait tuer, et ces braves gens, auxquels on devait tous les honneurs de la guerre, furent enfermés d’abord au château d’Ulna, et conduits ensuite, par ordre de la cour d’Espagne, aux galères d’Afrique.
Cependant Mina s’avançait avec toute la rapidité possible à la rencontre des indépendants. À peu de distance de son point de départ, des troupes espagnoles s’étaient postées pour lui couper le passage : il les enfonça au premier choc. L’Espagnol Arminan, envoyé à sa poursuite avec un millier de soldats, l’atteignit à Peotillos et fut encore complètement défait. Ce succès, dû aux habiles manœuvres du jeune capitaine, fut couronné par une belle action. Il fit secourir avec soin les blessés ennemis, et renvoya généreusement tous les prisonniers. Cependant les Espagnols ne faisaient aucun quartier aux siens, et portaient contre lui un drapeau noir en signe d’extermination. Quelques jours après la victoire, Mina enleva au passage la ville de Real de Pinos et parvint enfin, après le trentième jour de marche, au fort du Sombrero (du Chapeau), occupé par une guérilla mexicaine. Pendant l’espace d’un mois, il avait fait 220 lieues à travers les déserts, pris une place forte et gagné deux batailles. Cette expédition, pour qui connaît le pays, tient du prodige. Les Espagnols, ralliés, ne lui laissèrent pas un moment de repos et vinrent de nouveau lui présenter le combat. Mina sortit du fort avec sa petite troupe, réunie à celle des Mexicains, ot l’action fut terminée par une seule charge furieuse à la baïonnette, arme dont les Espagnols ne savaient pas se servir, et dont Mina avait appris l’usage en France ; Il leur tua 339 hommes, fit plus de 200 prisonniers et s’empara de toute l’artillerie. Son attaque avait été si impétueuse, que les canonniers espagnols, surpris avant d’avoir ouvert les caissons, chargèrent leurs pièces avec des piastres, en guise de mitraille. Il ne perdit que 8 soldats. Cette troisième victoire lui permit de respirer quelques instants. Une petite junte, qui s’était formée à Jaujilla, vint en corps se réunir à lui, et son président, le Père Torrès, amena quelques renforts. Toutefois, Mina ne reçut des indépendants que de très-faibles secours. Il avait eu l’imprudence d’avouer qu’il était venu enlever le Mexique au roi d’Espagne pour l’obliger, par le manque de ressources, à rendre à son pays la constitution de 1812. Les Mexicains, ne voyant plus chez Mina la préoccupation exclusive de leur rendre l’indépendance, mais des motifs étrangers à leur cause, mirent moins de chaleur a le seconder.
Malgré cela, les succès rapides et prodigieux de don Xavier avaient jeté l’effroi à Mexico. On craignait que sa présence ne ranimât le parti national abattu, en lui donnant un centre et un chef. C’est pourquoi les Espagnols rassemblèrent toutes leurs ressources pour l’accabler. Linan, qui venait d’amener d’Europe le régiment de Navarre, fut envoyé contre lui par le vice-roi, à la tête de plus de 4,000 hommes. Avec ces forces considérables, il vint mettre le siège devant le Sombrero, mauvaise place démantelée et dépourvue de provisions. Mina partagea sa troupe en deux fractions. Laissant à l’une la garde du fort, il sortit avec la seconde pour inquiéter l’ennemi. Mais ni la bravoure, ni la courageuse résistance des assiégés ne purent balancer une si grande disproportion de forces. Les Espagnols, après avoir ouvert plusieurs brèches et détourné le cours d’un ruisseau qui alimentait la forteresse, donnèrent un assaut général. Les 150 soldats, chiffre auquel était réduite la garnison, commandés par le colonel Young, le soutinrent toute la journée par des prodiges de valeur et causèrent aux Espagnols une perte de 400 hommes, dont 35 officiers ; mais cet effort les épuisa. La malheureuse garnison avait atteint, d’ailleurs, la dernière limite de ses souffrances ; chez quelques-uns l’excès des maux avait égaré la raison. On capitula. Le général Linan avait promis expressément la vie sauve, mais la férocité des Espagnols n’épargna pas même les blessés demeurés dans l’ambulance. Au mépris de tous les sentiments humains, on fusilla impitoyablement tous les blessés et tous les prisonniers, après les avoir fait travailler à la démolition du fort. Cependant Apodaca avait prescrit d’épargner les naturels ; mais ses ordres arrivèrent après l’exécution. Mina recueillit les faibles débris de sa petite armée et les conduisit au fort de Los Remedios, où le reçut le Père Torrès. Cette place, située au milieu de montagnes inaccessibles et défendue par des précipices, était le dernier refuge des indépendants de la province ; jamais les Espagnols n’avaient osé les inquiéter dans cet asile. Linan l’osa ; il y poursuivit les malheureux échappés au massacre du Sombrero et, malgré les difficultés que lui opposait la nature, parvint à asseoir son camp et à ouvrir la tranchée. Dans cette extrémité, Mina s’échappa de la place pour essayer de rassembler des secours au dehors par la puissance de son nom. Il fit quelques recrues ; mais seul avec des troupes indisciplinées, qui ne pouvaient ni exécuter ni comprendre ses ordres, il échoua dans toutes ses tentatives. Une colonne espagnole, mise à sa poursuite, dispersa les Indiens dans une rencontre, et un coup de main tenté en désespoir de cause sur la ville de Guanaxuato acheva de le perdre. Abandonné de ses soldats, il se disposait à se rendre au rancho de Venadito, appartenant à un de ses amis, le docteur Herrera, où il devait trouver un refuge sûr. Mais, trahi par un prêtre, il fut, par les troupes du général Orrentia, saisi, garrotté, tandis qu’à quelques pas de lui Herrera, qui accourait au secours de son ami, tombait égorgé par un dragon. On conduisit Mina au quartier général de Linan, avec les fers aux pieds et aux mains, Lorsqu’on lui attacha les entraves (grillos), il s’écria : « J’ai plus d’horreur de les voir que de les porter ; les Espagnols seuls ont conservé cet usage barbare. » Arrivé à Mexico, il fut aussitôt condamné à mort par une sorte de conseil de guerre et avec un semblant de jugement, et fusillé le 17 novembre 1817. «Tuez-moi bien, au moins, » furent les seules paroles qu’il prononça.
La mort du jeune Mina tut célébrée à Mexico par de grandes réjouissances, et la cour d’Espagne prodigua les récompenses à tous ceux qui avaient concouru à la débarrasser d’un semblable ennemi. Le vice-roi reçut à cette occasion le titre de comte del Venadito, du nom de la ferme où Mina fut arrêté. Le corps de ce généreux soldat de la liberté fut déposé, dès les premiers temps de la république, dans une grande chapelle sépulcrale de Mexico, avec ceux d’Hidalgo, de Morelos et des principaux auteurs ou martyrs de la révolution.

## Source
« Francisco Xavier Mina », dans Pierre Larousse, Grand dictionnaire universel du XIXe siècle, Paris, Administration du grand dictionnaire universel, 15 vol., 1863-1890 [détail des éditions].